# Astragalus maroccanus
Astragalus maroccanus är en ärtväxtart som beskrevs av Braun-blanq. och René Charles Maire. Astragalus maroccanus ingår i släktet vedlar, och familjen ärtväxter. Inga underarter finns listade i Catalogue of Life.